# Rigsdagen (Det tysk-romerske Rige)
 For alternative betydninger, se Rigsdag. (Se også artikler, som begynder med Rigsdag)
Rigsdagen (tysk: Reichstag, latin: Dieta Imperii or Comitium Imperiale) i Det tysk-romerske Rige betegnede oprindeligt forsamlingen af de tyske rigsstænder, når de besluttede rigets anliggender. Det var ikke en lovgivende forsamling i moderne betydning. Dets medlemmer så mere rigsdagen som et betydningsfuldt forum, hvor det var vigtigere at rådslå end at beslutte. Den uformelle kreds omkring kongen/kejseren udviklede sig gradvis fra det 12. århundrede fra middelalderens Hoftage (hofforsamlinger) til faste stændermøder. I en overenskomst mellem kejseren og stænderne i 1495 blev rigsdagen en fast institution i rigsforfatningen. Rigsdagens medlemmer var rigsstænderne, opdelt i tre kollegier. Til rigsdagene indkaldtes rigsfyrsterne, fyrstbiskopperne, rigsgreverne, rigsprælaterne og de frie rigsstæder.
Fra 1663 blev der etableret en fast rigsdag i Regensburg, der var forsamlet permanent. Rigsdagen blev opløst samtidig med det tysk-romerske rige i 1806.
Alle rigsstænder nød rigsumiddelbarhed, dvs. at de ikke havde nogen autoritet over sig udover den tysk-romerske kejser selv. Mens alle stænderne havde ret til et sæde og stemme, var det kun de højere verdslige og åndelige fyrster i Fyrstekollegiet, der nød en individuel stemme (Virilstimme), mens mindre stænder som kejserlige grever og kejserlige abbeder blot var berettiget til en kollektiv stemme (Kuriatstimme) indenfor deres særlige bænk (Curia), ligesom rigsstæderne i deres selvstændige kollegium.
Valgretten hvilede i det væsentlige på en territorial ret, hvilket medførte, at når en fyrste erhvervede nye territorier gennem arv eller andet, erhvervede han også deres stemmeret i rigsdagen. Generelt deltog medlemmerne ikke i den faste rigsdag i Regensburg, men sendte i stedet repræsentanter. Den sene rigsdag var derfor i realiteten et permanent møde for ambassadører mellem stænderne.

## Historie
Rigsdagens præcise rolle og funktion ændrede sig gennem århundrederne, og det samme gjorde kejserriget selv, idet stænderne og de enkelte lande fik mere og mere kontrol over deres egne anliggender på bekostning af kejsermagten. I starten var der hverken et fast tidspunkt eller sted for Rigsdagen. Den startede som et møde for hertugerne af de gamle germanske stammer, der dannede det frankiske rige, når vigtige beslutninger skulle træffes, og var sandsynligvis baseret på den gamle germanske lov, hvor hver leder stolede på støtte fra sine ledende mænd.
For eksempel mødtes rigsdagen ifølge de kongelige frankiske annaler allerede under kejser Karl den Store i Paderborn i 777 under de saksiske krige og fastlagde officielt love vedrørende de undertvungne saksere og andre stammer. I 803 udstedte den frankiske kejser den endelige version af Lex Saxonum.
Ved rigsdagen i 919 i Fritzlar valgte hertugerne den første konge af tyskerne, som var en sakser, Henrik Fuglefænger, og dermed endte de den langvarige rivalisering mellem frankere og saksere og skabte grundlaget for det tyske rige. Efter erobringen af Italien færdiggjorde 1158-rigsdagen i Roncaglia fire love, der væsentligt ændrede den (aldrig formelt skrevne) forfatning for riget, hvilket markerede begyndelsen på centralmagtens stadige tilbagegang til fordel for de lokale hertuger. Den gyldne bulle fra 1356 cementerede begrebet "territorialt styre" (Landesherrschaft), hertugernes stort set uafhængige styre over deres respektive områder, og begrænsede også antallet af kurfyrster til syv. Paven var, i modsætning til moderne myter, aldrig involveret i valgprocessen, men kun i processen med ratificering og kroning af den person, som kurfysterne valgte.
Indtil slutningen af det 15. århundrede var rigsdagen ikke formaliseret som en institution. I stedet mødtes hertugerne og andre fyrster uregelmæssigt ved kejserens hof. Disse forsamlinger blev normalt omtalt som Hofdage. Først i 1489 blev rigsdagen officielt kaldt Reichstag, og den blev opdelt i flere kollegier.
Til at begynde med var de to eneste kollegier dels kurfyrsternes og dels de andre hertugers og fyrsters. Senere lykkedes det for de frie rigsstæder, det vil sige byer, der havde rigsumiddelbarhed, sådan at de stod direkte under kejseren og dermed var (normalt oligarkiske) republikker uafhængige af en lokal hersker, at blive accepteret som et tredje kollegium.
Adskillige forsøg på at reformere riget og standse dets langsomme opløsning, især fra og med rigsdagen i 1495, havde ikke den store virkning. I modsætning hertil blev opløsningsprocessen blot fremskyndet med freden i Westfalen i 1648, som formelt forpligtede kejseren til at acceptere alle beslutninger truffet af rigsdagen, hvilket i realiteten fratog ham hans få tilbageværende beføjelser. Fra da til rigets opløsning i 1806 var det ikke meget andet end en samling af stort set uafhængige stater.
Blandt de mest berømte rigsdage var Rigsdagen i Worms i 1495 under kejser Maximilian 1., hvor en stor reform af administrationen af det tysk-romerske rige blev vedtaget. Her blev der proklameret en evig og almindelig landefred, der ophævede fejderetten og henviste alle stridigheder mellem rigsstænderne til den samtidig oprettede rigskammerret. Organiseringen af rigsdagen blev også lagt i fastere rammer. Således var det her, at rigsstænderne deltes i de tre klasser eller kollegier, som de siden bestod af. Samme by lagde sæde til Rigsdagen i Worms i 1521, hvor Martin Luther blev bandlyst. Stridighederne mellem det katolske parti og Luthers tilhængere fortsatte på rigsdagene i Speyer 1526 og 1529. I det sidstnævnte år vedtog det katolske flertal, at lutheranerne skulle fratages deres ret til frit at udøve deres religion, som de havde fået på den foregående rigsdag i Speyer tre år tidligere. De evangeliske deltagere på rigsdagen protesterede kraftigt herimod, hvilket blev kendt som "Protesten i Speyer", og det var denne begivenhed, der førte til, at de evangelisk-lutherske tilhængere efterfølgende ganske enkelt blev omtalt som "protestanter".
Først med indførelsen af Regensburgs "evige rigsdag" i 1663 trådte rigsdagen permanent sammen på et fast sted.

## Deltagere
Fra 1489 omfattede rigsdagen tre kollegier:

### Kurfyrster
Kurfyrstkollegiet (Kurfürstenrat), ledet af fyrst-ærkebiskoppen af Mainz i hans egenskab af rigskansler i Tyskland. De syv kurfyrster blev fastsat i den gyldne bulle i 1356:
- tre kirkelige fyrstærkebiskopper,
  - fyrstærkebiskoppen af Mainz som rigskansler (Reichserzkanzler) i Tyskland[2]
  - fyrstærkebiskoppen af Köln som rigskansler (Reichserzkanzler) i Italien[2]
  - fyrstærkebiskoppen af Trier som rigskansler (Reichserzkanzler) i Bourgogne[2]
- fire verdslige prinser,
  - kongen af Bøhmen som rigsmundskænk[2] (Erzmundschenk)
  - kurfyrsten i Pfalz som rigsdrost[2] (Erztruchsess)
  - kurfyrsten af Sachsen som rigsmarskal[2] (Erzmarschall)
  - markgreven af Brandenburg som rigsskatmester[2] (Erzkämmerer)

Antallet steg til otte, da hertugen af Bayern i 1623 overtog valgværdigheden fra Pfalzgreven, der på ny modtog en særskilt stemme i valgkollegiet i henhold til freden i Westfalen i 1648 (Causa Palatina), herunder det høje embede som ærkekasserer. I 1692 blev kurfyrsten af Hannover (formelt Brunswick-Lüneburg) den niende kurfyrste som ærkebannerbærer under den Pfalziske Arvefølgekrig.
I den bayerske arvefølgekrig blev valgværdighederne i Pfalz og Bayern slået sammen, bekræftet af Teschen-traktaten fra 1779. Den tyske mediatisering af 1803 indebar opløsningen af fyrstærkebispedømmerne i Köln og Trier. Fyrstærkebiskoppen af Mainz modtog - som kompensation for sit tabte område besat af det revolutionære Frankrig - det nyoprettede fyrstedømme Regensburg. Til gengæld blev fire sekulære fyrster ophøjet til kurfyrster:
- hertugen af Salzburg
- hertugen af Württemberg
- markgreven af Baden
- landgreven af Hessen-Kassel

Disse ændringer havde dog ringe betydning, da riget blev opløst blot tre år senere ved Frans 2.s abdikation som hellig romersk kejser.

### Fyrster
Fyrsterådet bestående af kejserlige fyrster (Reichsfürstenrat eller Fürstenbank) omfattede de kejserlige grever såvel som øvrige rigsumiddelbare mindre fyrster, fyrstbiskopper og kejserlige abbeder. Kollegiet var talrigt i medlemmer, men ofte indbyrdes uenigt og forsøgte generelt at bevare sine interesser mod kurfyrsternes dominans.
Fyrsterådet blev igen opdelt i en kirkelig og en verdslig bænk. Bemærkelsesværdigt nok blev den kirkelige bænk ledet af den - verdslige - ærkehertug af Østrig og den burgundiske hertug af de Habsburgske Nederlande (en titel, som de spanske Habsburgere havde fra 1556). Da det østrigske hus Habsburg havde undladt at påtage sig ledelsen af den verdslige bænk, modtog de i stedet ledelsen af de kirkelige fyrster. Den første kirkelige fyrste var ærkebiskoppen af Salzburg som Primas Germaniae. Fyrstærkebiskoppen af Besançon deltog ikke i rigsdagens møder, selvom han officielt var medlem indtil 1678-traktaten i Nijmegen.
Den kirkelige bænk omfattede også stormesteren og Deutschmeister for Den Tyske Orden, såvel som storprioren for klosterstaten hos Johanniterordenen i Heitersheim. Fyrstbispedømmet Lübeck forblev et kirkeligt medlem, selv efter at det var blevet protestantisk, styret af stiftsforvaltere fra huset Holstein-Gottorp fra 1586. Fyrstbiskoprådet i Osnabrück var ifølge freden i Westfalen i 1648 under skiftende styre af en katolsk biskop og en luthersk biskop fra huset Hannover.
Hvert medlem af Fyrsterådet havde enten en individuel stemme (Virilstimme) eller en kollektiv stemme (Kuriatstimme). I alt rådede Fyrsterådet over 100 stemmer på rigsdagen, nemlig 94 virilstemmer og 6 kuriatstemmer. På grund af fyrsterne var deres enkelte stemme fra 1582 strengt afhængig af deres umiddelbare len; dette princip førte til en akkumulering af stemmer i de tilfælde, hvor en hersker herskede over flere områder i personalunion. Kun grever og ubetitlede fyrster afgav kollektive stemmer. De dannede derfor separate kollegier som Wetterauer Grafenverein og forsamlinger indenfor de schwabiske, frankiske og nederrhinsk-westfalske kredse. På den kirkelige bænk sluttede de kejserlige abbeder sig tilsvarende til et schwabisk eller rhinsk kollegium.
I den tyske mediatisering i 1803 blev talrige kirkelige områder annekteret af verdslige områder. En reform af fyrsternes kollegium blev dog ikke gennemført før rigets opløsning i 1806.

### Rigsstæder
Rigsstædernes kollegium (Reichsstädtekollegium) bestående af de fri rigsstæder udviklede sig fra 1489 og frem og bidrog i høj grad til udviklingen af de kejserlige parlamenter som en politisk institution. Ikke desto mindre var byernes kollektive afstemning oprindeligt af ringere betydning indtil rigsdagen i Augsburg i 1582. I alt var der 51 rigsstæder. Kollegiet blev ledet af byrådet i den by, rigsdagen fandt sted; med gennemførelsen af den evige rigsdag i 1663 overgik stolen permanent til Regensburg.
Rigsstæderne delte sig også i en schwabisk og en rhinsk bænk. De schwabiske byer blev ledet af Nürnberg, Augsburg og Regensburg, de rhinske byer af Köln, Aachen og Frankfurt am Main.

## Religiøse organer
Efter freden i Westfalen kunne religiøse anliggender ikke længere afgøres af et simpelt flertal af kollegierne. I stedet adskilte rigsdagen sig i katolske og protestantiske organer, som diskuterede sagen hver for sig og derefter forhandlede en aftale med hinanden, en procedure, der kaldtes itio in partes. Det katolske organ, eller corpus catholicorum, blev ledet af ærkebisp-kurfyrsten af Mainz.
Det protestantiske organ, eller corpus evangelicorum, blev ledet af kurfyrsten af Sachsen. Ved møder i det protestantiske organ indledte Sachsen hvert diskussionsemne, hvorefter Brandenburg-Preussen og Hannover talte, efterfulgt af de resterende stater i størrelsesorden. Når alle staterne havde talt, vejede Sachsen stemmerne sammen og annoncerede en konsensus.
Frederik August 2., kurfyrst af Sachsen konverterede til katolicismen i 1697 for at blive konge af Polen, men selve kurfyrstedømmet forblev officielt protestantisk og beholdt ledelsen af det protestantiske organ. Da kurfyrstens søn August 3. af Polen også konverterede til katolicismen, forsøgte Preussen og Hannover at overtage lederposten i 1717–1720, men uden held. Kurfyrsterne i Sachsen ledte dermed det protestantiske organ indtil slutningen af Det Hellige Romerske Rige. 

## Byer og steder, hvor hof- og rigsdage er blevet afholdt
| År        | By                                                                                    | Formand                                    | Begivenhed                                                  |
| --------- | ------------------------------------------------------------------------------------- | ------------------------------------------ | ----------------------------------------------------------- |
| 754       | Quierzy                                                                               | Pipin den Lille                            |                                                             |
| 777       | Paderborn                                                                             | Karl den Store                             |                                                             |
| 782       | Lippsringe                                                                            | Karl den Store                             | Annektering af Gammelsachsen                                |
| 788       | Ingelheim am Rhein                                                                    | Karl den Store                             | Afsættelse af Tassilo 3.                                    |
| 799       | Paderborn                                                                             | Karl den Store                             | Karl den Store enes med pave Leo 3. om kroning af kejseren  |
| 806       | Diedenhofen                                                                           | Karl den Store                             | Opdeling af riget i tre dele                                |
| 817       | Aachen                                                                                |                                            |                                                             |
| 829       | Worms                                                                                 |                                            |                                                             |
| 831       | Aachen                                                                                |                                            |                                                             |
| 835       | Diedenhofen                                                                           | Ludvig den Fromme                          |                                                             |
| 838       | Speyer                                                                                | Ludvig den Fromme                          |                                                             |
| 872       | Forchheim                                                                             | Ludvig den Tyske                           |                                                             |
| 874       | Forchheim                                                                             | Ludvig den Tyske                           | Spørgsmål om arv og efterfølger                             |
| 887       | Tivoli                                                                                |                                            |                                                             |
| 889       | Forchheim                                                                             | Arnulf af Kärnten                          |                                                             |
| 892       | Forchheim                                                                             | Arnulf af Kärnten                          | Planlægning af krig mod slaverne                            |
| 896       | Forchheim                                                                             | Arnulf af Kärnten                          |                                                             |
| 903       | Forchheim                                                                             | Ludvig Barnet                              | Dødsdom over den babenbergske oprører Adalhard              |
| 907       | Forchheim                                                                             | Ludvig Barnet                              | Forhandlinger om angreb på ungarsk hær i Sachsen og Bayern  |
| 911       | Forchheim                                                                             |                                            | Valg af Konrad 1. af Franken til konge                      |
| 914       | Forchheim                                                                             | Konrad 1. af Franken                       | Beslutning om krig mod hertug Arnulf I af Bayern            |
| 926       | Worms                                                                                 | Henrik Fuglefænger                         |                                                             |
| 952       | på Lechfeld nær Augsburg                                                              | Otto den Store                             |                                                             |
| 961       | Forchheim                                                                             | Otto den Store                             |                                                             |
| 967       | Ravenna                                                                               | Otto den Store                             |                                                             |
| 972       | Quedlinburg                                                                           |                                            |                                                             |
| 976       | Regensburg                                                                            |                                            |                                                             |
| 983       | Verona                                                                                |                                            | Valg af Otto 3.                                             |
| 1018      | Nijmegen                                                                              | Henrik 2. den Hellige (Tysk-romerske rige) | Forberedelse til slaget ved Vlaardingen                     |
| 1066      | Tivoli                                                                                |                                            |                                                             |
| 1076      | Worms                                                                                 | Henrik 4.                                  |                                                             |
| 1077      | Augsburg                                                                              |                                            |                                                             |
| 1098      | Mainz                                                                                 | Henrik 4.                                  |                                                             |
| 1105      | Ingelheim                                                                             | Henrik 4.                                  |                                                             |
| 1119      | Tibur                                                                                 | Henrik 5.                                  |                                                             |
| 1122      | Worms                                                                                 | Henrik 5.                                  |                                                             |
| 1147      | Frankfurt am Main                                                                     |                                            |                                                             |
| 1152      | Merseburg                                                                             | Frederik Barbarossa                        |                                                             |
| 1157      | Bisanz                                                                                | Frederik Barbarossa                        |                                                             |
| 1158      | Roncaglia nær Piacenza                                                                | Frederik Barbarossa                        |                                                             |
| 1165      | Würzburg                                                                              | Frederik Barbarossa                        |                                                             |
| 1168      | Bamberg                                                                               | Frederik Barbarossa og Henrik 6.           |                                                             |
| 1180      | Gelnhausen                                                                            | Henrik 6.                                  |                                                             |
| 1181      | Erfurt                                                                                | Henrik 6.                                  |                                                             |
| 1188      | Mainz                                                                                 | Henrik 6.                                  |                                                             |
| 1196      | Frankfurt am Main                                                                     | Henrik 6.                                  |                                                             |
| 1235      | Mainz                                                                                 | Fredrik 2.                                 |                                                             |
| 1287      | Würzburg                                                                              | Adolf af Nassau                            |                                                             |
| 1338      | Frankfurt am Main                                                                     |                                            |                                                             |
| 1379      | Frankfurt am Main                                                                     |                                            |                                                             |
| 1356      | Nürnberg                                                                              | Karl 4.                                    | Den gyldne Bulle 1356                                       |
| 1389      | Eger                                                                                  | Wenzel 4. af Luxemburg                     | Landefreden i Eger                                          |
| 1495      | Worms                                                                                 | Maximilian 1.                              | Evig landefred; Rigskammerretten; Rigspfennig (en rigsskat) |
| 1496/97   | Lindau                                                                                |                                            |                                                             |
| 1497/98   | Freiburg                                                                              |                                            |                                                             |
| 1500      | Augsburg                                                                              |                                            |                                                             |
| 1505      | Köln                                                                                  |                                            |                                                             |
| 1507      | Konstanz                                                                              |                                            |                                                             |
| 1512      | Trier                                                                                 |                                            |                                                             |
| 1518      | Augsburg                                                                              |                                            | Martin Luther afhøres af kardinal Thomas Cajetan            |
| 1521      | Worms                                                                                 | Karl 5.                                    | Udspørgning af Martin Luther, Ediktet i Worms               |
| 1522      | Nürnberg I                                                                            |                                            |                                                             |
| 1522/23   | Nürnberg II                                                                           |                                            |                                                             |
| 1524      | Nürnberg III                                                                          |                                            |                                                             |
| 1526      | Speyer I                                                                              |                                            | Aftalen i Worms ophører                                     |
| 1529      | Speyer II                                                                             |                                            | Genindførelse af Worms-ediktet og Protesten i Speyer        |
| 1530      | Augsburg                                                                              |                                            | Den augsburgske bekendelse                                  |
| 1532      | Regensburg                                                                            |                                            |                                                             |
| 1541      | Augsburg                                                                              |                                            |                                                             |
| 1542      | Speyer                                                                                |                                            |                                                             |
| 1542      | Nürnberg                                                                              |                                            |                                                             |
| 1543      | Nürnberg                                                                              |                                            |                                                             |
| 1544      | Speyer                                                                                |                                            |                                                             |
| 1548      | Regensburg                                                                            |                                            | Augsburgske interim                                         |
| 1550/51   | Augsburg                                                                              |                                            |                                                             |
| 1555      | Augsburg                                                                              |                                            | Den augsburgske religionsfred                               |
| 1557      | Regensburg                                                                            |                                            |                                                             |
| 1559      | Augsburg                                                                              |                                            |                                                             |
| 1566      | Augsburg                                                                              |                                            |                                                             |
| 1567      | Regensburg                                                                            |                                            |                                                             |
| 1570      | Speyer                                                                                |                                            |                                                             |
| 1576      | Regensburg                                                                            |                                            |                                                             |
| 1582      | Augsburg                                                                              |                                            |                                                             |
| 1594      | Regensburg                                                                            |                                            |                                                             |
| 1597/98   | Regensburg                                                                            |                                            |                                                             |
| 1603      | Regensburg                                                                            |                                            |                                                             |
| 1608      | Regensburg                                                                            |                                            |                                                             |
| 1613      | Regensburg                                                                            |                                            |                                                             |
| 1640/41   | Regensburg                                                                            |                                            |                                                             |
| 1653/54   | Regensburg                                                                            |                                            |                                                             |
| 1663-1806 | i Rigsdagssalen i Regensburgs rådhus som Immerwährender Reichstag (Permanent rigsdag) |                                            |                                                             |